# Reino de Lori
El reino de Lori (armenio: Լոռու Թագավորութուն), alternativamente conocido como reino de Tashir-Dzoraget o reino Kiurikian, fue un reino medieval armenio en los territorios de hoy en día son Armenia, Azerbaiyán y Georgia, durante la desintegración de Reino de la Armenia bagrátida.
En el año 979 Sembat II Tierezakal concedió la provincia de Lori a su hermano Kiurike I, con el título de rey. El poder pasó a sobrevivir a la rama principal de Ani. Se hizo especialmente fuerte durante el reinado del rey David I (989-1048), que conquistó algunos territorios de los Emiratos de Tbilisi y Ganja, y eligió Samshvilde como su residencia. Más tarde trató de obtener la independencia de los bagrátidas de Ani, pero fue derrotado por Gagik I. En 1065 Lori se convirtió en la capital del reino. En 1118 pasó a formar parte del reino de Georgia, desde 1185 la dinastía de Georgia y la familia Armenia de los Zakárida, gobernaban la región.